# Bell 407

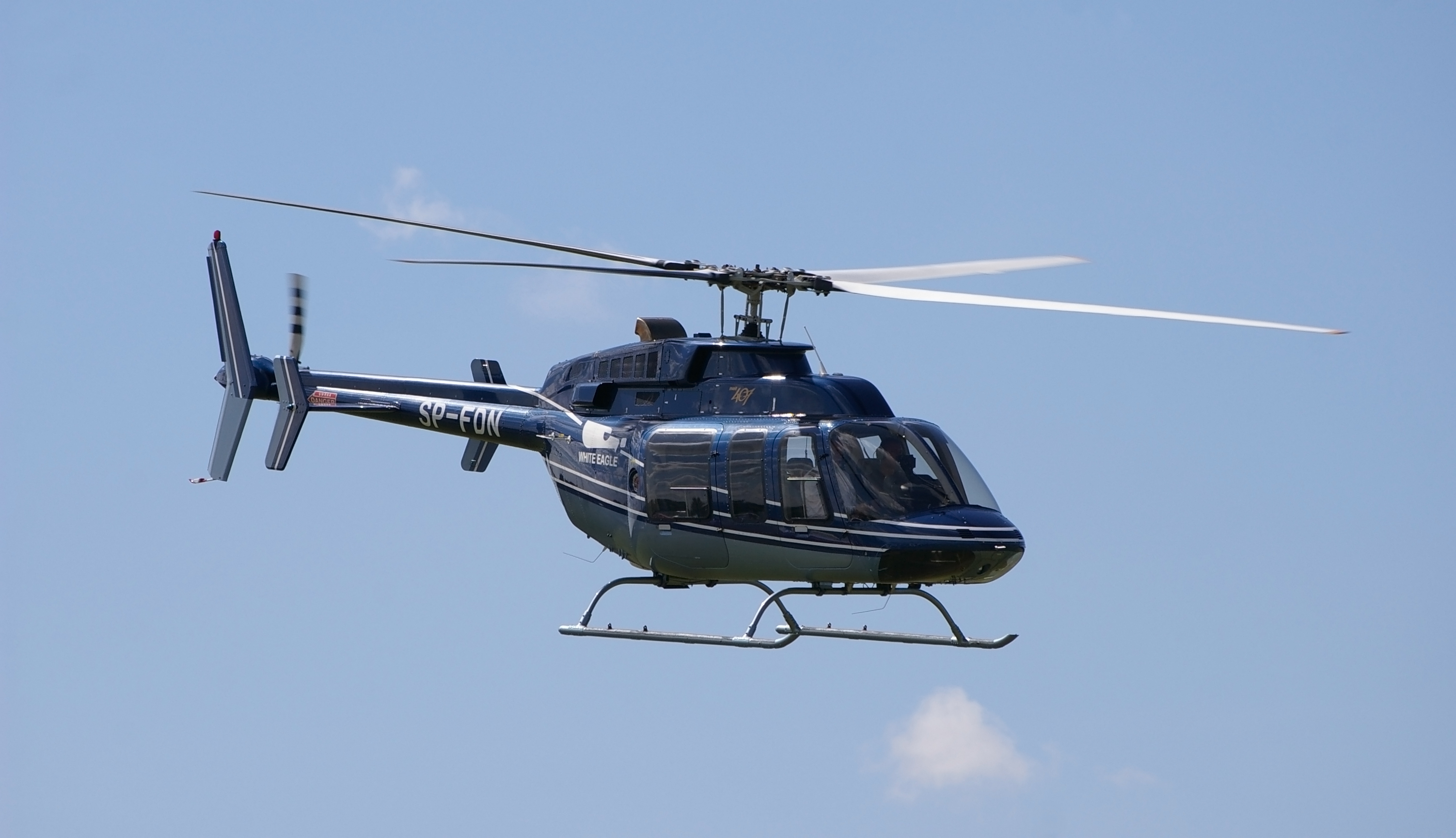
Bell 407

De Bell 407 is een helikopter die geproduceerd wordt door de Bell Helicopter Textron. Het toestel biedt ruimte aan maximaal 7 personen (inclusief piloot) en wordt gebruikt voor rondvluchten, het maken van videobeelden en voor politietaken.